# 小棘马蹄蛛
小棘马蹄蛛（学名：Pritha spinula）为管网蛛科马蹄蛛属的动物。在中国大陆，分布于云南等地。该物种的模式产地在云南。